# Гой-Чу
Гой-Чу (рос. Гой-Чу) — село у Урус-Мартановському районі Чечні Російської Федерації.
Населення становить 5475 осіб (2019). Входить до складу муніципального утворення Гой-Чуйське сільське поселення.
Згідно із законом від 14 липня 2008 року органом місцевого самоврядування є Гой-Чуйське сільське поселення.

## Історія
Село здобуло загальну відомість у березні 2000 року, під час Другої чеченської війни, коли тут розгорілися затяжні бої між російськими військами та загоном Руслана Гелаєва. Село було вщент зруйновано.

## Населення
| 1990  | 2002  | 2010  | 2012  | 2013  | 2014  | 2015  |
| ----- | ----- | ----- | ----- | ----- | ----- | ----- |
| 2784  | ↗2919 | ↗5078 | ↗5107 | ↗5129 | ↗5214 | ↗5297 |
| 2016  | 2017  | 2018  | 2019  |       |       |       |
| ↗5311 | ↗5356 | ↗5419 | ↗5475 |       |       |       |